# Конте Верде (турбоход)
Турбоход «Конте Верде» (итал. Conte Verde) — итальянский лайнер, построенный в 1923 году на заводе W. Beardmore & Co. для трансатлантической линии Генуя — Нью-Йорк.

## История постройки
Заложен в 1921 года на верфи компании W. Beardmore & Co. Ltd (заводской № 612) для компании Lloyd Sabaudo Societa Anonima per Azioni. Спущен на воду в октябре 1922 года, подобно головному кораблю получил название в честь одного из графов савойских — Амадея VI — «Конте Верде».
4 апреля 1923 года завершён постройкой. 21 апреля 1923 года вышел в первый рейс Генуя — Буэнос-Айрес (через Вильфранш, Барселону, Рио-де-Жанейро, Santos и Монтевидео), под командой капитана дальнего плавания Амедео Пинчетти. Рейсы Генуя — Нью-Йорк начались немного позже, с 13 июня 1923 года.

## Знаменитости на борту судна
Несколько раз (октябрь 1927, сентябрь 1928, август 1931 гг.) пассажиром судна был Карлос Гардель, путешествовавший на нём из Буэнос-Айреса во Францию и Испанию и обратно.
В 1930 году на первый Чемпионат мира по футболу в Монтевидео лайнером были доставлены четыре национальные сборные: Румынии, Франции (включая президента ФИФА Жюля Риме), Бельгии и Бразилии. Также прибыли судьи Джон Лангенус, Анри Кристоф и Тома Бальве, а вместе с ними и Кубок мира ФИФА. Югославская команда отбыла на чемпионат из Марселя на теплоходе «Флорида». Среди пассажиров того рейса был и Фёдор Шаляпин.
Также на борту судна в различное время побывали американская танцовщица Жозефина Бейкер, итальянским ученым тибетского и японского исследования Фоско Мараини; фотограф, альпинист и писатель Дачия Мараини. Джованни Джотта, ныне владелец сети кофеен в Сан-Франциско «Caffe Trieste», был членом экипажа корабля.

## Переход на дальневосточную линию
В январе 1932 года Великая депрессия привела к объединению фирм Lloyd Sabaudo и Navigazione Generale Italiana, образовавших компанию 'Italia' Flotta Riunte, которой и достался «Конте Верде», позже перешедший под управление Ллойда Триестино. С 28 августа лайнер обслуживает линию Триест — Шанхай. По некоторым данным, судно перестроено, чтобы принимать большее количество пассажиров III класса.
Во время тайфуна 1937 года «Конте Верде», находившийся в заливе Коулун, был сорван со швартовов и выброшен на берег в районе мыса Коллинсон. Лайнер компании NYK «Асама-Мару», также сорванный со швартовов, сталкивается с ним и тоже попадает на мель. Позже оба судна сняты с мели и отремонтированы. «Конте Верде». Всего в Гонконге за время тайфуна погибло около 11 000 человек.

## В годы войны
С началом Второй мировой войны, несмотря на нейтралитет Италии, «Конте Верде» остаётся в Шанхае (прибыв туда в августе 1939). До сих пор неясно, почему не была предпринята попытка вернуться на родину или хотя бы в Итальянское Сомали. В Шанхае лайнер и пребывает на момент объявления 10 июня 1940 Италией войны союзным державам.

### Участие в репатриации
13 декабря 1941 года США предлагает репатриацию японских и американских дипломатов. Обе державы договорились о гарантиях свободного прохода кораблей через зону военных действий. 5 января 1942 года достигнута договоренность с Японией об обмене в нейтральном порту Лоренсу-Маркиш в Португальской Восточной Африке. (Обмены с Японией также проводились в Мормугао Португальской Индии, а с Германией — в Стокгольме и Лиссабоне.)
В июне 1942 года компания «Teikoku Senpaku Kaisha» (японская государственная пароходная компания), фрахтует «Конте Верде» и переименовывает его в «Teikyo Maru», чтобы в дальнейшем использовать для обмена дипперсоналом с передачей под управление NYK, однако первоначальное название судна так и остаётся на борту. 7 июня при выходе из Шанхая «Teikyo Maru» садится на мель, но уже через несколько часов снят с неё. Он направляется в Нагасаки, а затем в Осаку, откуда отбывает 18 июня. В этот же день шведский теплоход «Gripsholm», зафрахтованный Госдепартаментом США, выходит из Нью-Йорка. На его борту — 1083 японских дипломатов, бизнесменов, журналистов и членов их семей, находившихся в США на момент объявления войны. «Gripsholm» следует в Рио-де-Жанейро, где принимает на борт 417 японцев, включая персонал посольства, а также принадлежащий посольству портрет императора Хирохито.
«Teikyo Maru» забирает в Шанхае генерального консула Фрэнка Локхарта, а также примерно 600 пассажиров из США и других стран. На выходе из порта лайнер замечен с борта американской ПЛ «Plunger», заранее предупреждённой об обмене. Далее судно следует за припасами на Сингапур, откуда выходит 9 июля вместе с догнавшим его «Асама-Мару» (на борту около 800 человек, покидающих Японию, Юго-восточную Азии и Филиппины. В Лоренсу-Маркиш они прибывают 22 июля. Обмен длится до 26 июля 1942 года. «Teikyo Maru» (всё так же вместе с «Асама-Мару») выходит из Лоренсу-Маркиш курсом на Сингапур, а затем на Татеяму и Йокогаму, куда и прибывает 5 сентября, а уже 8-го швартуется в Шанхае. «Gripsholm» задерживается до 28 июля, а затем следует в Рио-де-Жанейро и далее, в Нью-Йорк.

### Капитуляция фашистской Италии
Рано утром 9 сентября «Конте Верде» затоплен по приказу капитана 2-го ранга Чинеа во избежание захвата японцами. Итальянский экипаж арестован. Судно завалилось на правый борт. Начавшиеся 21 сентября подъёмные работы трижды (6, 16 и 26 июня) прерывались из-за обрыва тросов. 5 июля работы по выравниванию судна прекращены, подъём и ремонт продолжаются. Японцы намеревались переделать лайнер в авианосец или в транспорт, для чего планировалось отбуксировать его в Японию к августу.

### Потопление
8 августа 1944 в 3:30 утра «Конте Верде» атакован бомбардировщиком Б-24 (373 B.Sq, 308 B.Gr), вылетевшим под управлением подполковника Уильяма Д. Хопсона с аэродрома Liuchow. Рассматривался также вариант дневной атаки с большой высоты, решено было атаковать ночью. Хопсон, несмотря на дождь и туман, делает два захода на цель на малой высоте, используя радар. На втором заходе он сбрасывает 6 1000-фунтовых бомб, из которых 2 попадают. «Конте Верде» заваливается на правый борт и тонет во второй раз. За этот вылет Хопсон был награждён Крестом лётных заслуг и китайским Орденом Облаков и Знамени (?-й степени).
31 октября вновь начались подъёмные работы, продолжавшиеся до 16 декабря. После подъёма ремонт продолжился в сухом доке. Проведен ремонт, позволяющий судну добраться до Японии своим ходом, в частности, переделка топливных систем с нефти на уголь. Также отремонтированы 4 из восьми котлов и 2 турбины. В начале 1945 года «Teikyo Maru» вновь переименован, на сей раз в «Котобуки-Мару», однако название «Конте Верде» всё так же остаётся.
20 апреля 1945 «Котобуки-Мару» в сопровождении кораблей эскорта уходит в Майдзуру. В пути они 22 апреля атакованы группой из 10 Б-24, однако обошлось без потерь. Один из бомбардировщиков повреждён и, позднее, приводнился.
8 мая «Котобуки-Мару» подрывается на мине, установленной с бомбардировщика Б-29 (20th Bomber Command) ориентировочно в 34-30N, 126-09E. (или 126-30E) к юго-востоку от Мокпхо. Лайнер отбуксирован в Майдзуру и поставлен в док.
25 июля 1945 года выведен из дока. В ходе авианалёта, случившегося в тот же день, выбросился на берег залива Наката. Поднят в 1949 году и продан фирме Мицубиси (по другим источникам Мицуи) на слом, что и было завершено в Тамано в 1951.

## Однотипные корабли
Головным кораблём серии был построенный в 1921 году лайнер «Конте Россо» (назван в честь потомка Амадея VI— графа Амадея VII), 24 мая 1941 потопленный британской подводной лодкой «Апхолдер».